# Theridion dianiphum
Theridion dianiphum là một loài nhện trong họ Theridiidae.
Loài này thuộc chi Theridion. Theridion dianiphum được William Joseph Rainbow miêu tả năm 1916.